# Europcar

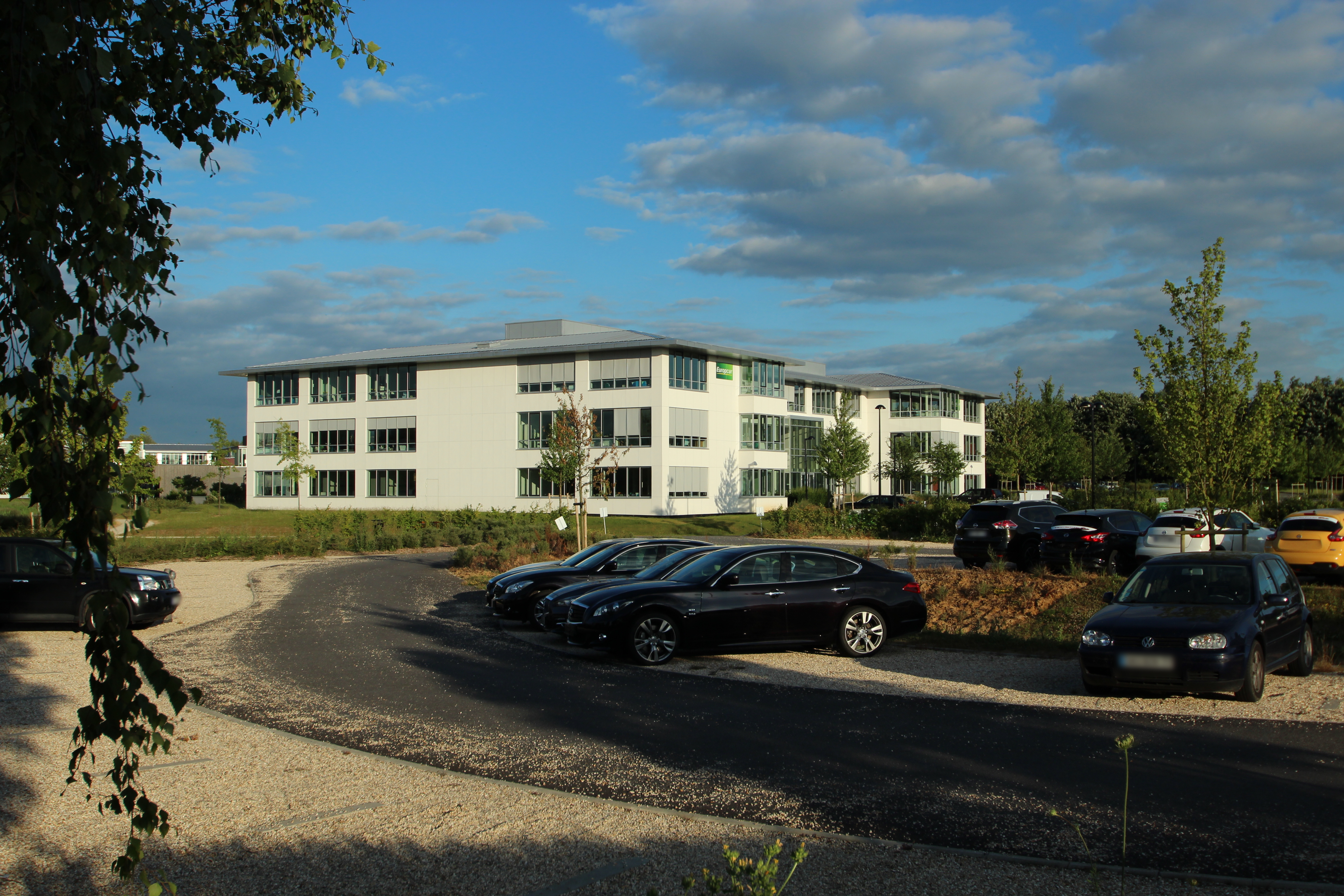
Sede social de Europcar - Voisins-le-Bretonneux, Francia

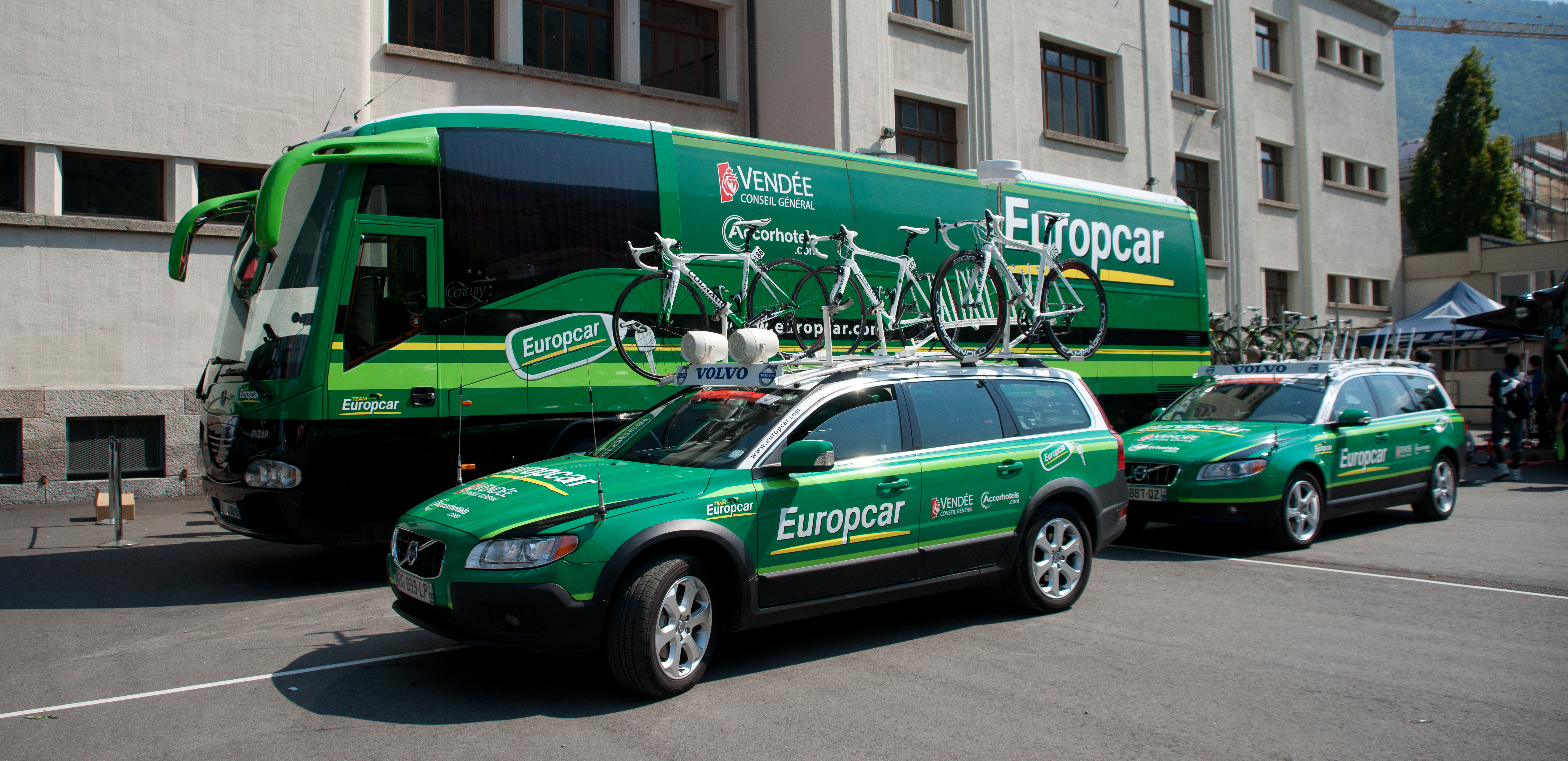
Logo de la empresa en los vehículos del equipo ciclista Team Europcar.

Europcar es una compañía de alquiler de coches fundada en 1949 en París. Las oficinas centrales de la compañía holding, Europcar Group, están en el parque empresarial Val Saint-Quentin en Voisins-le-Bretonneux (Saint-Quentin-en-Yvelines), en Francia.
Europcar es una de las compañías líderes de la industria del transporte en Europa y está presente en más de 140 países. Europcar Group tiene entre sus marcas internacionales Europcar®, InterRent® y Goldcar , su marca de bajo costo.
En 2014 y por sexto año consecutivo, Europcar recibió el premio World Travel Award a la ‘Compañía Líder Mundial en Transporte Ecológico’. Europcar ha sido además nominada como ‘Compañía Líder en Alquiler de Coches’ en Europa, África, Oceanía y Oriente Medio.
Desde mayo de 2006, Europcar pertenece a Eurazeo, una de las sociedades de inversión más reconocidas de Europa.
Entre sus empresas colaboradoras se encuentran NH Hotel Group, AirEuropa, PortAventura World o Baleària.

## Historia

### Origen
Europcar fue fundado en 1949 en París por Raoul-Louis Mattei bajo el nombre de ‘La Suscripción al Automóvil’. La marca “Europcars” se crearía en 1951. Tras los primeros 20 años de crecimiento de la compañía, fue adquirida por Renault, la "Compagnie des Wagons-Lits" y Accor entre los años 1970 y 1988.

### Subsidiaria de Volkswagen
Desde 1988, Europcar fue adquirida progresivamente por el grupo Volkswagen, hasta que finalmente, en el año 1999, la gran empresa de fabricación de automóviles se convertiría en dueña absoluta de Europcar.

### La recompra por Eurazeo
En 2006, la sociedad de inversión Eurazeo le compró Europcar a Volkswagen.  La transacción fue 2.4 veces el importe del beneficio neto de Europcar en 2005. El presidente del consejo de Eurazeo, Patrick Sayer, dijo: “Estamos entusiasmados con la adquisición de Europcar. Con una participación inicial de 900 millones de euros, se va a convertir en una de las inversiones más significativas de Eurazeo.”.
En 2010, el grupo se asoció con Daimler para lanzar el servicio Car2Go en Hamburgo, Alemania.
Philippe Germond, ex director ejecutivo de PMU, fue nombrado Director Ejecutivo de Europcar el 1 de octubre de 2014.
En enero de 2015, Europcar adquirió Ubeeqo, una startup especializada en préstamo de vehículos a nivel corporativo.
En mayo de 2015, Europcar anunció su intención de salir a bolsa.

## Intereses

### Patrocinios deportivos
Europcar comenzó a patrocinar equipos de diferentes deportes en 1980. El grupo esponsorizó un equipo de Renault de Fórmula 1 y el Rally Dakar. La compañía también estuvo relacionada con otros deportes como el golf, las carreras de caballos y los maratones.
En marzo de 2012, Europcar se convertía en patrocinador oficial del Valencia Basket por lo que la compañía accedía a encargarse de gestionar la logística de todos los vehículos que el equipo necesite y a conceder a los abonados un descuento con su tarjeta de socio. A cambio, el Valencia Basket dará visibilidad a Europcar en todos los encuentros que se disputen en el Pabellón Fuente de San Luis en todos los partidos de la Liga Endesa. En 2014 se renovó el acuerdo hasta finales de la temporada 2015.
Desde febrero de 2015 y hasta final de temporada, Europcar también patrocina al Unicaja Club Baloncesto o Club Baloncesto Málaga. La compañía de alquiler de vehículos, a cambio de visibilidad publicitaria en todos los encuentro que se disputen en el Palacio de Deportes José María Martín Carpena durante la Liga Endesa y la Euroleague, ofrecerá una serie de ventajas a los socios del Club.

### Empresa Ciudadana
Europcar se unió al Pacto Global de las Naciones Unidas en 2005 acogiéndose a los diez principios fundamentales del mismo. 
Europcar ha invertido en la Carta de los Verdes Mundiales, programa certificado por Bureau Veritas y comprometido con el desarrollo de flotas más ecológicas, fomentando programas de recolección y reciclaje de material de desecho y colaborando en la creación de campañas de concienciación de los consumidores sobre la necesidad de la reducción de la huella de carbono.
Europcar es también empresa colaboradora de WeForest, una organización sin ánimo de lucro cuyo objetivo es fomentar la reforestación.
En 2012, Europcar fue dotada por primera vez del Premio ‘Turismo Responsable en Europa’ en la ceremonia de los World Travel Awards en Nueva Delhi, India.
En 2014, Europcar ganó el World Travel Award a la empresa de transporte más ecológica.